# گمینا پوبیجسکا
گمینا پوبیجسکا (به لهستانی:  Gmina Pobiedziska) یک گمینا در لهستان است که در شهرستان پوزنانگ واقع شده‌است. گمینا پوبیجسکا ۱۸۹٫۲۷ کیلومتر مربع مساحت و ۱۶٬۳۸۲ نفر جمعیت دارد.